# Der gute Kamerad

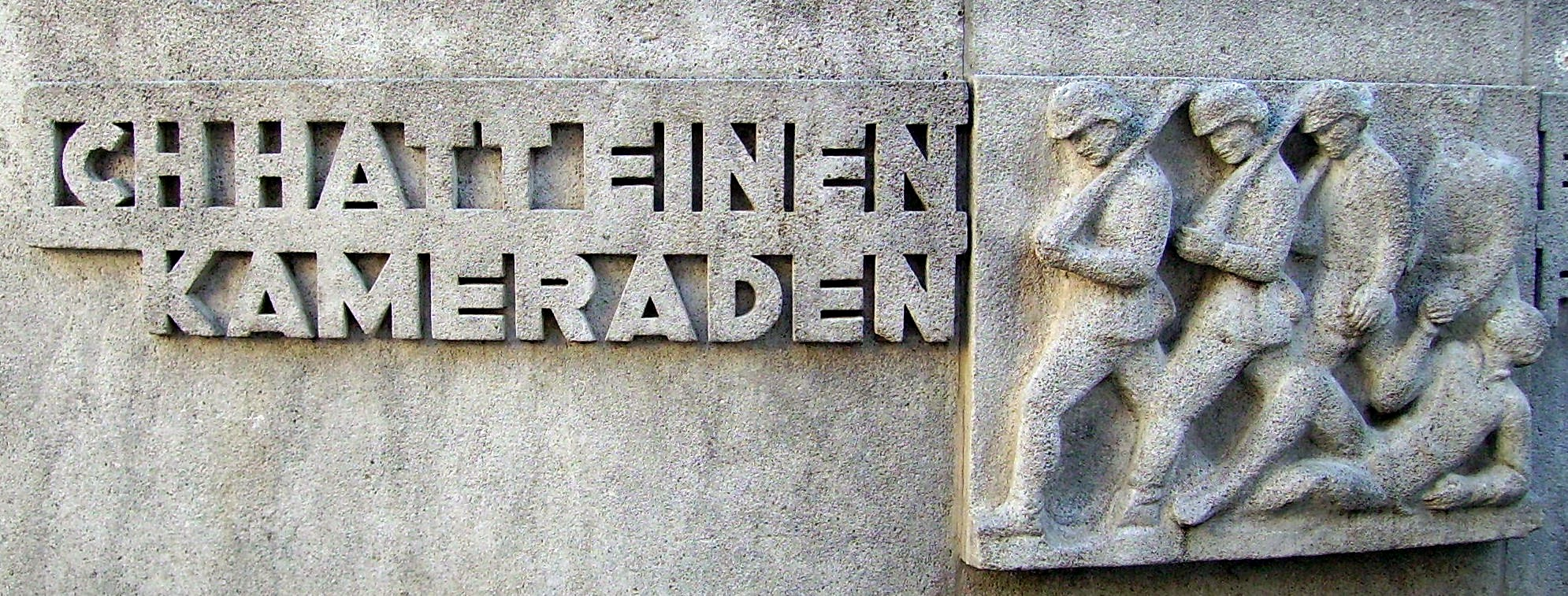
Inscripción en una fuente en Espira.

"Der gute Kamerad" ("El buen camarada"), también conocida como "Ich hatt’ einen Kameraden" ("Yo tenía un camarada"), es una marcha fúnebre tradicional de las Fuerzas Armadas de Alemania. La letra fue escrita por el poeta germano Ludwig Uhland en 1809. En 1825, el compositor Friedrich Silcher la adaptó a la música.
“El buen camarada” desempeña un importante papel en los funerales militares del ejército alemán. También se ha convertido en tradición en las honras fúnebres del ejército y cuerpo de bomberos austriacos. Asimismo es usado, en menor medida, por los ejércitos francés y chileno. Cuando suena la canción, los soldados deben cuadrarse, algo que normalmente se reserva para los himnos nacionales. 
También es usada en Colombia en actos fúnebres, cuando el fallecido formó parte de la Fuerza Pública de Colombia. Ocasionalmente la canción suena en exequias civiles, normalmente cuando el fallecido ha tenido relación con el ejército.
También se canta en los funerales de miembros de una Studentenverbindung y en el Volkstrauertag, día en que Alemania recuerda a sus caídos.
Por lo que respecta a España, fue usada en los inicios de Falange Española, con la letra modificada y adaptada a la formación, siendo empleada como muestra del respeto que se tenían entre sus miembros. Cabe relatar, a modo de curiosidad, que fue cantada en el entierro de Matías Montero, estudiante asesinado mientras repartía el periódico del Movimiento (F.E.) por un miembro de Juventudes Socialistas de España, a la vez que sus compañeros escoltaban el féretro marchando en formación marcial y en cortejo fúnebre.
| Letra de Ludwig Uhland | Traducción | Letra usada por Falange Española |
| --- | --- | --- |
| Ich hatt' einen Kameraden, Einen bessern findst du nicht. Die Trommel schlug zum Streite, Er ging an meiner Seite \|: In gleichem Schritt und Tritt. :\| Eine Kugel kam geflogen: Gilt's mir oder gilt es dir? Ihn hat es weggerissen, Er liegt vor meinen Füßen \|: Als wär's ein Stück von mir :\| Will mir die Hand noch reichen, Derweil ich eben lad'. "Kann dir die Hand nicht geben, Bleib du im ew'gen Leben \|: Mein guter Kamerad!" :\| | Yo tenía un camarada, no encontrarás uno mejor. El tambor llamaba a la batalla, él caminaba a mi lado siguiendo mi mismo paso. Una bala vino volando: ¿es para mí o es para ti? Se lo llevó por delante. Yace a mis pies como si fuese una parte de mí. Quiere alcanzarme su mano mientras estoy recargando. "No te puedo dar la mano, ¡descansa en la vida eterna mi buen camarada!" | Yo tenía un camarada, entre todos el mejor. Siempre juntos caminábamos, siempre juntos avanzábamos, al redoble del tambor. Cerca suena una descarga. -¿Va por ti o va por mi? A mis pies cayó herido el amigo más querido y en su faz la muerte vi. Él me quiso dar la mano, mientras yo el fusil cargué. Yo le quise dar la mía, entre tanto me decía: -!Por España moriré! ¡Gloria! ¡Gloria! ¡Gloria y victoria! Con el cuerpo y con el alma, con las armas en la mano, por la Patria. Nuestros cantos, que vuelan, el viento los lleva por ahí, que en España, que en España, empieza a amanecer. |